# Hlíðar
Hlíðar (wym. [ˈl̥iːðar̥])  – dzielnica Reykjavíku, stolicy Islandii, położona w jego zachodniej części nad zatoką Skerjafjörður, na wschód od śródmieścia. W 2010 roku zamieszkiwało ją 9,5 tys. osób. Obejmuje sześć podzielnic: właściwą Hlíðar, Norðurmýri, Holt, Hlemmur, Suðurhlíðar i Öskjuhlíð. 
Północna część dzielnicy jest zabudowana. Mieści się tutaj oddział Muzeum sztuki w Reykjavíku Kjarvalsstaðir, poświęcone islandzkiemu malarzowi Jóhannesowi S. Kjarvalowi. W południowej części dzielnicy rozciągają się tereny zieleni na wzgórzu Öskjuhlíð, nad którym góruje budynek Perlan, dawnych zbiorników wodnych przeszktałconych w przestrzeń wystawową i restaurację. Mieści się tam również rozległy cmentarz Fossvogskirkjugarður.